# Apertura cerrada
|       |       |       |       |       |       |       |       |       |  |
|       | a8 rd | b8 nd | c8 bd | d8 qd | e8 kd | f8 bd | g8 nd | h8 rd |  |
| a7 pd | b7 pd | c7 pd | d7    | e7 pd | f7 pd | g7 pd | h7 pd |       |  |
| a6    | b6    | c6    | d6    | e6    | f6    | g6    | h6    |       |  |
| a5    | b5    | c5    | d5 pd | e5    | f5    | g5    | h5    |       |  |
| a4    | b4    | c4    | d4 pl | e4    | f4    | g4    | h4    |       |  |
| a3    | b3    | c3    | d3    | e3    | f3    | g3    | h3    |       |  |
| a2 pl | b2 pl | c2 pl | d2    | e2 pl | f2 pl | g2 pl | h2 pl |       |  |
| a1 rl | b1 nl | c1 bl | d1 ql | e1 kl | f1 bl | g1 nl | h1 rl |       |  |
|       |       |       |       |       |       |       |       |       |  |

Apertura cerrada es un término usado en el juego de ajedrez para describir uno de los movimientos iniciales más comunes.
Se llaman aperturas cerradas aquellas en las que el blanco avanza dos casillas su peón de dama y el negro responde con el mismo movimiento, avanzando dos casillas su peón de dama.
Las aperturas clasificadas como aperturas cerradas empiezan con 1.d4 d5.
El movimiento 1.d4 ofrece los mismos beneficios para el desarrollo y control del centro que 1.e4, pero a diferencia de las aperturas de peón de rey donde el peón e4 no está defendido después del primer movimiento, el peón de d4 está protegido por la dama blanca. Esta ligera diferencia tiene un tremendo efecto en la apertura. Por ejemplo, mientras que el Gambito de rey se juega raramente hoy en día a los más altos niveles, el Gambito de dama continúa siendo un arma popular en todos los niveles de juego. También, comparada con las aperturas de Peón de Rey, las trasposiciones entre variantes son más comunes y críticas en las partidas cerradas.
La Apertura Veresov, el Sistema Colle, el Ataque Stonewall y el Gambito Blackmark-Diemer se clasifican como Aperturas de peón dama porque el blanco juega d4 pero no c4. El Ataque Richter-Veresov se juega pocas veces en partidas de alto nivel. El Sistema Colle y Stonewall son más bien Sistemas, que variantes específicas. El blanco se desarrolla intentando una formación particular sin grandes preocupaciones sobre cómo el negro elige defenderse. Ambos sistemas son populares para jugadores de club porque son fáciles de aprender, pero raramente utilizados por los profesionales porque un oponente bien preparado con negras puede igualar demasiado fácilmente. El Gambito Blackmar-Diemer es un intento del blanco de abrir líneas y obtener oportunidades de ataque. Muchos profesionales lo consideran demasiado arriesgado para partidas serias, pero es popular con aficionados y en partidas rápidas.
Las aperturas cerradas más importantes son las de la familia del Gambito de Dama (el blanco juega 2.c4). Para algunos el Gambito de dama es algunas veces mal llamado gambito, puesto que las blancas siempre pueden reobtener el peón ofrecido. En el Gambito de dama aceptado, el negro juega...dxc4, dejando el centro para el desarrollo libre y las oportunidades para intentar dejar al blanco el peón de dama aislado con las jugadas c5 y cxd5. El blanco tendrá las piezas activas y posibilidades de atacar. El negro tiene dos caminos populares para declinar el peón, la Defensa eslava (2. c6) y la Defensa ortodoxa (2. e6). Ambos movimientos conducen a un inmenso bosque de variantes que requieren un gran estudio de las aperturas. Entre las muchas posibilidades en el Gambito de Dama Rehusado están la Defensa ortodoxa, la Defensa Lasker, la Variante Cambridge-Springs, la Variante Tartakower y las Defensas Tarrasch y Semi-Tarrasch.
Otras réplicas por parte del negro no son comunes, la Defensa Chigorin (2. Cc6) es jugable, pero rara y la Defensa Simétrica (2. c5) es la oportunidad más directa de la teoría del Gambito de dama - ¿Puede el negro igualar simplemente copiado los movimientos del blanco? Muchos teóricos de aperturas creen que no y consecuentemente la Defensa Simétrica no es popular. La Defensa báltica (2. Af5) toma la solución más directa para resolver el problema del alfil de dama negro desarrollándolo en el segundo movimiento. Aunque no tiene la confianza de muchos jugadores de élite, no ha sido refutada y algunos grandes maestros de envergadura la han jugado. El Contragambito Albin (2. e5) es generalmente considerado demasiado arriesgado para torneos de alto nivel. De manera similar, la Defensa Marshall (2. Cf6) es muy rara en partidas de grandes maestros, ya que los teóricos la consideran definitivamente inferior para el negro.

## Aperturas cerradas más comunes
- 1.d4 d5 Apertura de doble peón dama o Apertura cerrada
- 1.d4 d5 2.c4 Gambito de dama
- 1.d4 d5 2.c4 e5 Contragambito Albin
- 1.d4 d5 2.c4 dxc4 Gambito de dama aceptado
- 1.d4 d5 2.c4 e6 Gambito de dama declinado o Defensa ortodoxa
- 1.d4 d5 2.c4 e6 3.Cc3 Cf6 4.Ag5 Cbd7 5.e3 c6 6.Cf3 Da5 Defensa Cambridge Springs
- 1.d4 d5 2.c4 c6 3.Cf3 Cf6 4.Cc3 e6 Defensa semieslava
- 1.d4 d5 2.c4 e6 3.Cc3 Cf6 4.Cf3 c6 5.e3 Cbd7 6.Ad3 dxc4 7.Axc4 b5 Defensa Merano
- 1.d4 d5 2.c4 c6 Defensa eslava
- 1.d4 d5 2.c4 c6 3.Cf3 Cf6 4.Cc3 dxc4 Sistema Alapín
- 1.d4 d5 2.c4 c5 Defensa Simétrica
- 1.d4 d5 2.c4 Cc6 Defensa Chigorin
- 1.d4 d5 2.c4 Af5 Defensa báltica
- 1.d4 d5 2.c4 Cf6 Defensa Marshal
- 1.d4 d5 2.e3 Ataque Stonewall
- 1.d4 d5 2.e4 Gambito Blackmar-Diemer o Gambito Blackmar
- 1.d4 d5 2.Cf3 Cf6 3.e3 Sistema Colle
- 1.d4 d5 2.Cf3 Cf6 3.Af4 Apertura de alfil de dama
- 1.d4 d5 2.Cf3 Cf6 3.Ag5 Ataque Torre
- 1.d4 d5 2.Cc3 Cf6 3.Ag5 Ataque Richter-Veresov o Apertura Veresov
- 1.d4 d5 2.Ag5 Ataque Trompovsky
- 1.d4 d5 2.Af4 Sistema Londinense

Las aperturas con 2º movimiento blanco distinto a los anteriores se consideran movimientos perdidos que dan ventaja a las piezas negras o son aperturas con movimientos transpuestos que resultan iguales a alguna otra apertura.